# Allogamus mendax
Allogamus mendax là một loài Trichoptera trong họ Limnephilidae. Chúng phân bố ở miền Cổ bắc.